# Ключи (Каратузский район)
Ключи — деревня в Каратузском районе Красноярского края, входит в Лебедевский сельсовет. Выделена в 1989 году из Каратузского сельсовета.

## История
Основана в 1856 г. В 1926 году состояла из 92 хозяйств, основное население — русские. Центр Ключевского сельсовета Каратузского района Минусинского округа Сибирского края.

## Население
| 1926 | 2010 | 2012 |
| ---- | ---- | ---- |
| 513  | ↘63  | ↘56  |